# Werner Ohlson
Werner Ohlson (18 de julio de 1905-24 de octubre de 1973) fue un actor y director teatral y cinematográfico de nacionalidad sueca.
Nacido en Gävle, Suecia, y fallecido en Uppsala, Suecia, su nombre completo era Werner Gabriel Ohlson.

## Teatro

### Actor
- 1926 : Ray's rara rackarungar, de Max Lander, escenografía de Gustaf Werner, Pallas-Teatern[1]
- 1928 : Skärgårdsflirt, de Gideon Wahlberg, Mosebacketeatern[2]
- 1929 : Fjällgatan 14, de Siegfried Fischer, Mosebacketeatern[3]
- 1930 : Söderkåkar, de Gideon Wahlberg, escenografía de Hugo Jacobson, Mosebacketeatern[4]
- 1931 : Ta' fast tjuven, Mosebacketeatern[5]
- 1931 : Äventyr vid kolonistugan, de Gideon Wahlberg y Walter Stenström, Mosebacketeatern[6]
- 1931 : Augustas lilla felsteg, de Siegfried Fischer, Mosebacketeatern[7]
- 1932 : Skeppar Ömans flammor, de Siegfried Fischer, Mosebacketeatern[8]
- 1933 : En Söderpojke, de Siegfried Fischer, escenografía de Siegfried Fischer, Mosebacketeatern[9]
- 1933 : Amandas kärlekspant, de Siegfried Fischer, escenografía de Siegfried Fischer, Mosebacketeatern[10]
- 1934 : Julia på camping, de Siegfried Fischer, Mosebacketeatern[11]
- 1935 : Café Södergöken, de Olle Gunnarsson, Mosebacketeatern[12]
- 1935 : Hur ska' de' gå för Pettersson?, de Siegfried Fischer, Söders friluftsteater[13]
- 1935 : Följ me' till Köpenhamn, de Siegfried Fischer, escenografía de Siegfried Fischer, Mosebacketeatern[14]
- 1936 : Skojar-Hampus, de Siegfried Fischer, Mosebacketeatern[15]
- 1936 : Fröken Grönlunds pojke, de Siegfried Fischer y Arthur Fischer, escenografía de Siegfried Fischer y Arthur Fischer, Mosebacketeatern[16]
- 1936 : Gentes de Hemsö, de August Strindberg, escenografía de Siegfried Fischer, Mosebacketeatern[17]
- 1936 : Augustas lilla felsteg, de Siegfried Fischer, Mosebacketeatern[18]
- 1937 : Bergsprängarbruden, de Albin Erlandzon, escenografía de Siegfried Fischer, Mosebacketeatern[19]
- 1937 : Lördagsflirt, de Bjørn Bjørnevik, Mosebacketeatern[20]
- 1937 : Fredrik och försynen, de Henning Ege, escenografía de Siegfried Fischer, Mosebacketeatern[21]
- 1937 : Opp och heja! eller Mannen som stal Golfströmmen, de Tage Forsberg y Henry Carlson, Mosebacketeatern[22]
- 1938 : Kökskavaljerer, de Siegfried Fischer, escenografía de Siegfried Fischer, Mosebacketeatern[23]
- 1939 : Don Juan i 7:an, de Gideon Wahlberg, escenografía de Gideon Wahlberg, Odeonteatern de Estocolmo[24]
- 1939 : Kärlek och landstorm, de Gideon Wahlberg y Walter Stenström, escenografía de Gideon Wahlberg, Odeonteatern de Estocolmo[25]
- 1940 : Familjen Larsson, de Siegfried Fischer, Odeonteatern de Estocolmo[26]
- 1940 : Strax lite varmare, de Gideon Wahlberg, Ch. Henry y Einar Molin, escenografía de Gideon Wahlberg, Odeonteatern de Estocolmo[27]
- 1940 : De tre malajerna, de Gideon Wahlberg, Tantolundens friluftsteater[28]
- 1940 : Luddes nöjesfält, de Gideon Wahlberg, Ch. Henry y Einar Molin, Odeonteatern de Estocolmo[29]
- 1941 : Luddes melodi, de Ch. Henry y Einar Molin, escenografía de Gideon Wahlberg, Odeonteatern de Estocolmo[30]
- 1941 : Söders tyrolare, de Gideon Wahlberg, escenografía de Gideon Wahlberg, Tantolundens friluftsteater[31]
- 1941 : Luddes underbara resa, de Ch. Henry y Einar Molin, escenografía de Gideon Wahlberg, Odeonteatern de Estocolmo[32]
- 1942 : Grand Hôtel Ludde, de Ch. Henry y Einar Molin, escenografía de Siegfried Fischer, Odeonteatern de Estocolmo[33]
- 1942 : Sibyllan i 5:an, de Gideon Wahlberg, escenografía de Gideon Wahlberg, Tantolundens friluftsteater[34]
- 1942 : Glada gatan, de Ch. Henry y Einar Molin, escenografía de Gideon Wahlberg, Odeonteatern de Estocolmo[35]
- 1943 : Peppar och parfym, de Ch. Henry y Einar Molin, escenografía de Gideon Wahlberg, Odeonteatern de Estocolmo[36]
- 1943 : Glitter och gliringar, de Ch. Henry y Einar Molin, escenografía de Gideon Wahlberg, Odeonteatern de Estocolmo[37]
- 1944 : Bröderna Rims sagor, de Ch. Henry y Einar Molin, escenografía de Gideon Wahlberg, Odeonteatern de Estocolmo[38]
- 1944 : Hoppla, vi lär er, de Ch. Henry y Einar Molin, escenografía de Helge Hagerman, Odeonteatern de Estocolmo[39]
- 1945 : Stan hela dan, de Ch. Henry y Einar Molin, escenografía de Helge Hagerman, Odeonteatern de Estocolmo[40]
- 1945 : Bröllop i Tanto, de Gideon Wahlberg, escenografía de Gideon Wahlberg y Werner Ohlson, Tantolundens friluftsteater[41]
- 1945 : 6X9, de Ch. Henry, Karl-Ewert y Fritz Gustaf, escenografía de Gösta Jonsson y Werner Ohlson, Odeonteatern de Estocolmo[42]
- 1946 : Lustiga vershuset, de Charles Henry, Karl-Ewert y Fritz Gustaf, escenografía de Gösta Jonsson y Werner Ohlson, Odeonteatern de Estocolmo[43]
- 1946 : Cirkus hela da'n, de Gideon Wahlberg, escenografía de Werner Ohlson, Tantolundens friluftsteater[44]
- 1946 : Luddes expo, de Charles Henry y Karl-Ewert, escenografía de Werner Ohlson, Odeonteatern de Estocolmo[45]
- 1947 : Nu blommar de', de Charles Henry y Karl-Ewert, escenografía de Werner Ohlson, Odeonteatern de Estocolmo[46]
- 1947 : Tänk om jag gifter mig med August, de Gideon Wahlberg y Werner Ohlson, escenografía de Werner Ohlson, Tantolundens friluftsteater[47]
- 1947 : Tingel-tangel, de Charles Henry y Karl-Ewert, escenografía de Werner Ohlson, Odeonteatern de Estocolmo[48]
- 1948 : Parkera här, de Charles Henry y Karl-Ewert, escenografía de Werner Ohlson, Odeonteatern de Estocolmo[49]
- 1948 : Välj Odéon, de Charles Henry, Karl-Ewert y Werner Ohlson, escenografía de Werner Ohlson, Odeonteatern de Estocolmo[50]
- 1949 : Färg över stan, de Charles Henry, Karl-Ewert y Werner Ohlson, escenografía de Werner Ohlson, Odeonteatern de Estocolmo[51]
- 1949 : Om ni behagar, de Charles Henry, Harry Iseborg y Karl-Ewert, escenografía de Werner Ohlson, Odeonteatern de Estocolmo[52]
- 1950 : Förtjusningens hus, de Karl-Ewert, Charles Henry, Harry Iseborg y Werner Ohlson, escenografía de Werner Ohlson, Odeonteatern de Estocolmo[53]
- 1950 : Julia i farten, de Siegfried Fischer, escenografía de Siegfried Fischer, Tantolundens friluftsteater[54]
- 1950 : Folk i farten, de Karl-Ewert, escenografía de Werner Ohlson, Odeonteatern de Estocolmo[55]
- 1951 : De' som gömmes i snö, de Karl-Ewert, escenografía de Werner Ohlson, Odeonteatern de Estocolmo[56]
- 1951 : Karusellen på Björkeby, de Siegfried Fischer, escenografía de Siegfried Fischer, Tantolundens friluftsteater[57]
- 1951 : Född i år, de Karl-Ewert, escenografía de Werner Ohlson, Odeonteatern de Estocolmo[58]
- 1952 : Kom som du ä', de Karl-Ewert, escenografía de Werner Ohlson, Odeonteatern de Estocolmo[59]
- 1952 : Han valsade en sommar, de Siegfried Fischer, escenografía de Siegfried Fischer, Tantolundens friluftsteater[60]
- 1952 : Klart för start, de Karl-Ewert, escenografía de Werner Ohlson, Odeonteatern de Estocolmo[61]
- 1953 : Glädjen i topp, de Charles Henry, Allan Forss, Tryggve Arnesson, Karl-Ewert y Tor Bergström, escenografía de Werner Ohlson, Odeonteatern de Estocolmo[62]
- 1953 : Djuprevyn 2 meter, de Povel Ramel y Yngve Gamlin, escenografía de Egon Larsson, Idéonteatern

### Director
- 1945 : Bröllop i Tanto, de Gideon Wahlberg, Tantolundens friluftsteater, dirigida con Gideon Wahlberg
- 1945 : 6X9, de Ch. Henry, Karl-Ewert y Fritz Gustaf, Odeonteatern de Estocolmo, dirigida con Gösta Jonsson
- 1946 : Lustiga vershuset, de Charles Henry, Karl-Ewert y Fritz Gustaf, Odeonteatern de Estocolmo, dirigida con Gösta Jonsson
- 1946 : Cirkus hela da'n, de Gideon Wahlberg, Tantolundens friluftsteater
- 1946 : Luddes expo, de Charles Henry y Karl-Ewert, Odeonteatern de Estocolmo
- 1947 : Nu blommar de', de Charles Henry y Karl-Ewert, Odeonteatern de Estocolmo
- 1947 : Tänk om jag gifter mig med August, de Gideon Wahlberg y Werner Ohlson, Tantolundens friluftsteater
- 1947 : Tingel-tangel, de Charles Henry y Karl-Ewert, Odeonteatern de Estocolmo
- 1948 : Parkera här, de Charles Henry y Karl-Ewert, Odeonteatern de Estocolmo
- 1948 : Välj Odéon, de Charles Henry, Karl-Ewert y Werner Ohlson, Odeonteatern de Estocolmo
- 1949 : Färg över stan, de Charles Henry, Karl-Ewert y Werner Ohlson, Odeonteatern de Estocolmo
- 1949 : Om ni behagar, de Charles Henry, Harry Iseborg y Karl-Ewert, Odeonteatern de Estocolmo
- 1950 : Förtjusningens hus, de Karl-Ewert, Charles Henry, Harry Iseborg y Werner Ohlson, Odeonteatern de Estocolmo
- 1950 : Folk i farten, de Karl-Ewert, Odeonteatern de Estocolmo
- 1951 : De' som gömmes i snö, de Karl-Ewert, Odeonteatern de Estocolmo
- 1951 : Född i år, de Karl-Ewert, Odeonteatern de Estocolmo
- 1952 : Kom som du ä', de Karl-Ewert, Odeonteatern de Estocolmo
- 1952 : Klart för start, de Karl-Ewert, Odeonteatern de Estocolmo
- 1953 : Glädjen i topp, de Charles Henry, Allan Forss, Tryggve Arnesson, Karl-Ewert y Tor Bergström, Odeonteatern de Estocolmo

## Selección de su filmografía
- 1930 : Kronans kavaljerer
- 1931 : Skepp ohoj!
- 1931 : En kärleksnatt vid Öresund
- 1932 : Jag gifta mig – aldrig
- 1936 : Kärlek och monopol
- 1940 : Stål
- 1940 : Juninatten
- 1943 : Natt i hamn
- 1944 : Vi behöver varann
- 1945 : Vandring med månen
- 1945 : Idel ädel adel
- 1946 : Harald Handfaste
- 1947 : Kvarterets olycksfågel
- 1948 : De kämpade sig till frihet
- 1948 : Lars Hård
- 1949 : Smeder på luffen
- 1950 : Den vita katten